# 1839 Ragazza
1839 Ragazza eller 1971 UF är en asteroid i huvudbältet som upptäcktes den 20 oktober 1971 av den Schweiziska astronomen Paul Wild vid Observatorium Zimmerwald. Den har fått sitt namn efter det italienska ordet för Tjej.
Asteroiden har en diameter på ungefär 8 kilometer och den tillhör asteroidgruppen Gefion.